# Костёл Святого Мартина (Варшава)
Костёл Святого Мартина (пол. Kościół św. Marcina) — церковь в Варшаве (Польша), расположенная на улице Пивна в столичном историческом районе Старом городе.

## История
Костёл Святого Мартина возник в 1353 году вместе с прилегающим августинским монастырём и госпиталем Святого Духа внутри дома по велению Земовита III, князя Мазовии и его жены Эвфимии. В 1571 году знаменитый Войцех Очко стал доктором в госпитале. Сама церковь, будучи каменной и в готическом стиле, была возведена на рубеже XIV и XV веков. Вход в костёл располагался со стороны городских, а не с улицы Пивна, как сегодня. В помещении находилось 3 алтаря: главный алтарь Святого Мартина и сторонние алтари Святого Духа и Святой Доротеи.

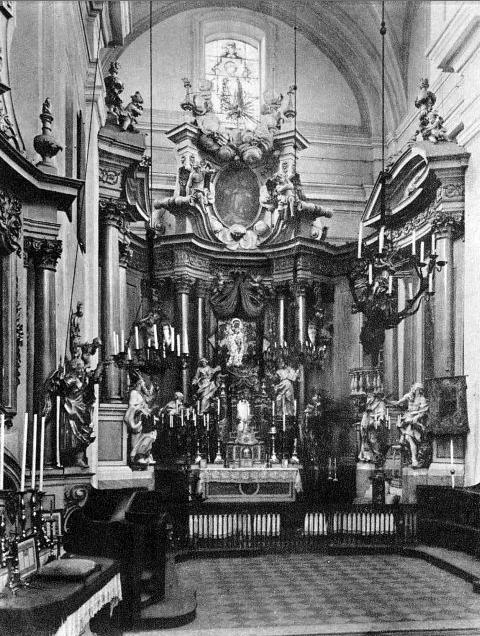
Интерьер церкви до 1939 года.

В XVII веке на месте монастырского августинского кладбища проводились сессии местного мазовецкого парламента. После нескольких пожаров, разрушивших церковь в XV и XVII столетиях, костёл был перестроен в стиле барокко итальянцем Джованни Спинола. В это же время он был переориентирован: главный вход теперь располагался со стороны улицы Пивна, а главный алтарь перемещён на юго-западную часть здания. В XVII веке августинцы содержали в костёле играющий в нём оркестр. Внутри церкви был похоронен Адам Яржебский, музыкант и композитор при дворе королей династии Васа.

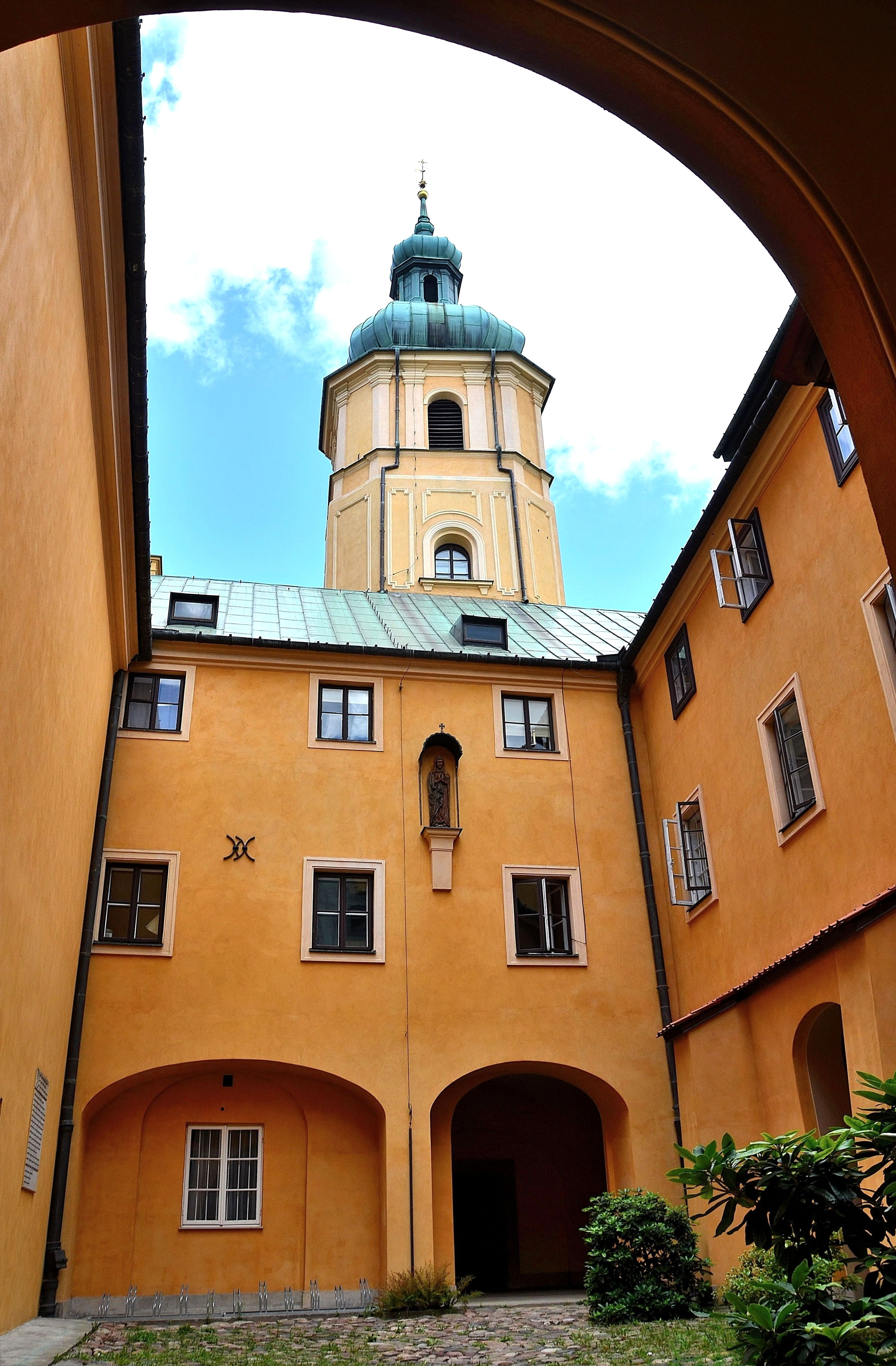
Монастырский двор.

Костёл был реконструирован около 1744 года согласно проекту Кароля Бая, сильно напоминавшего архитектуру костёла визиток всё того же Бая. Волнистый фасад, так называемый «расплавленный сахар», выполнен в стиле рококо. Главный алтарь также создан по плану Бая с скульптурами работы Яна Ержи Плерша в 1751 году. Позднебарочная отделка интерьера была уничтожена в 1944 году, сохранилась только часть сгоревшего распятия. После войны интерьер был подробно восстановлен по проекту сестры Альмы Скшидлевской, а сохранившаяся часть распятия включена в новое распятие в современном стиле. В 1980-х годах костёл стал местом собраний оппозиционных коммунистическому режиму политиков.

## Интерьер

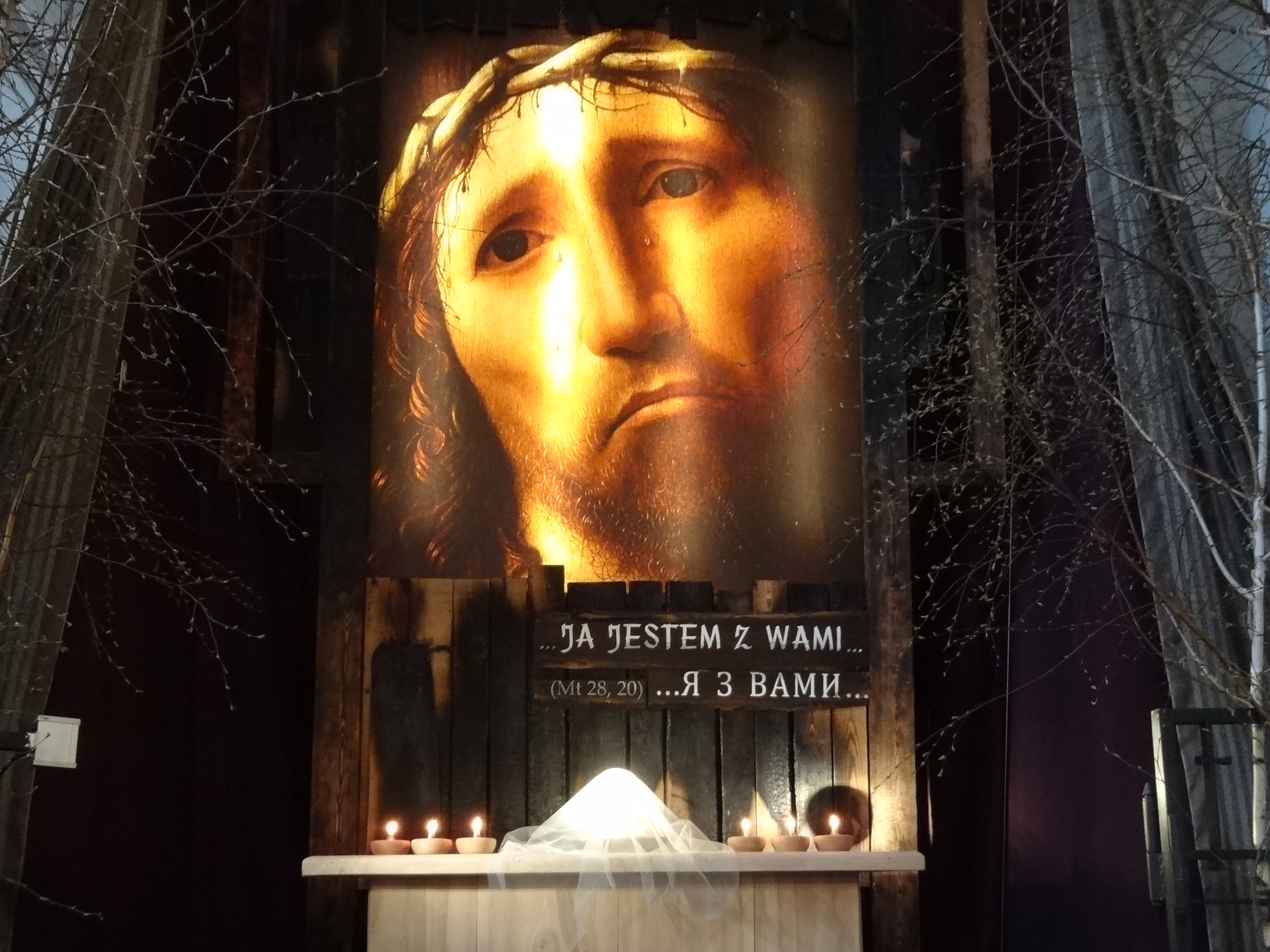
Гроб Господень в Великую субботу 2022 г. с библейской цитатой на украинском языке в связи с вторжением России в Украину

Фасад костёла относится к стилю барокко, в то время как интерьер — к современному стилю. Богатая мебель в стиле раннего барокко, созданная в 1630-е годы Яном Хенелем (скульптор короля Владислава IV) вместе с украшениями в стиле рококо 1750-х годов была уничтожена немцами по итогам Варшавского восстания. Церковь представляла собой руины и была восстановлена по окончании Второй мировой войны. Внутри церкви, в конце правого нефа находится часовня Богоматери Утешения с копией картины XV века, а в конце левого нефа — часовня Иисуса Христа. Кроме того в святилище есть Часовня Святого Франциска с самым ценным элементом интерьера костёла — полихромная фигура Девы Марии с младенцем.